# Andrej Plaszkou
Andrej Plaszkou (biał. Андрэй Пляшкоў; ur. 12 marca 1982 w Połocku) – białoruski wioślarz.

## Osiągnięcia
- Mistrzostwa Świata Juniorów – Płowdiw 1999 – jedynka – 2. miejsce[1].
- Mistrzostwa Świata – Lucerna 2001 – czwórka podwójna – 9. miejsce[1].
- Mistrzostwa Świata – Sewilla 2002 – czwórka podwójna – 6. miejsce[1].
- Mistrzostwa Świata – Mediolan 2003 – czwórka podwójna – 11. miejsce[1].
- Igrzyska Olimpijskie – Ateny 2004 – czwórka podwójna – 6. miejsce[1].
- Mistrzostwa Świata – Gifu 2005 – czwórka podwójna – brak[1][2].
- Mistrzostwa Świata – Monachium 2007 – czwórka podwójna – 12. miejsce[1].
- Mistrzostwa Europy – Poznań 2007 – czwórka podwójna – 3. miejsce[1].